# 해피밸리 (홍콩)

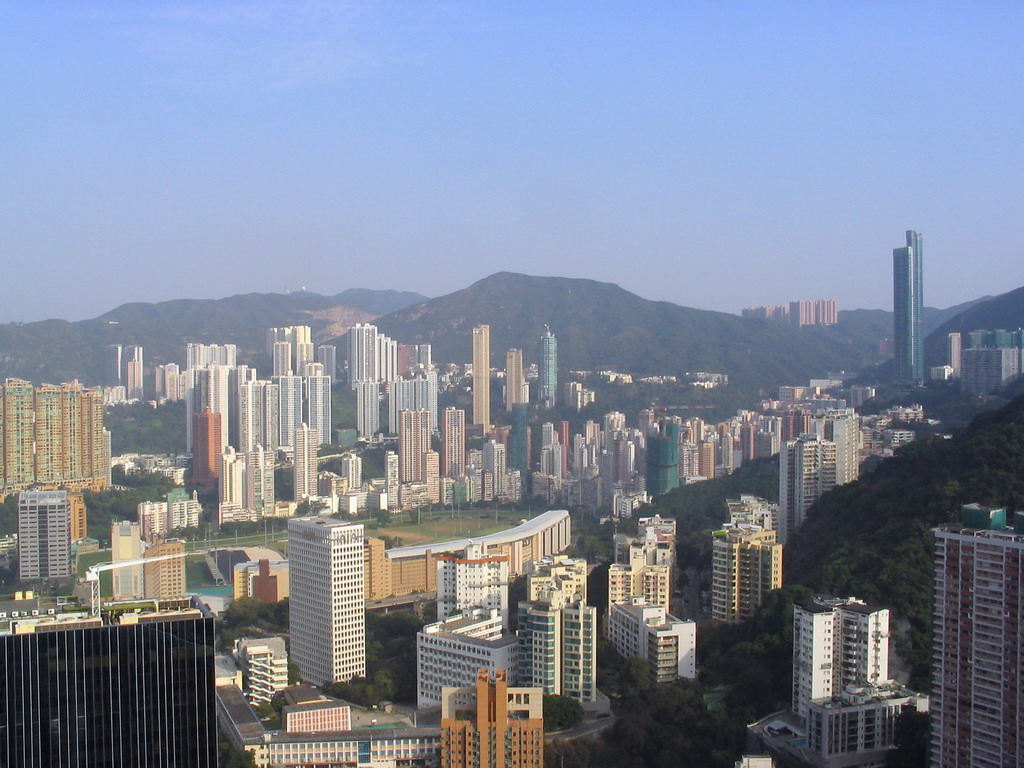
해피밸리

해피밸리(영어: Happy Valley, 중국어: 跑馬地)는 홍콩섬 북부 완자이 구에 자리한 지역이다.

## 같이 보기
- 홍콩의 지역 목록